# ATV 야간 뉴스
aTV 야간 뉴스(광둥어: 夜間新聞 야간신문, 영어: Late News)는 aTV에서 방송되는 마감 뉴스 프로그램이다. 광둥어판과 영어판으로 나뉘어 방송한다.

## 개요

### 광둥어판
1957년 5월 29일에 《新聞報導》란 이름으로 방송을 시작하였다. 현재의 《夜間新聞》로 바뀐 것은 1999년 10월 4일 부터이다. 월요일~금요일 22:30~22:55, 토요일~일요일 23:15~23:40간 ATV Home과 ATV Asia에서 방송되고 있다.

### 영어판
1957년 5월 29일이래 방송을 하고 있으며, 매일 23:05~23:20간 ATV World에서 방송되고 있다.

## 같이 보기
- ATV 6시 뉴스